# Der er ingen garantier
Der er ingen garantier er en dansk dokumentarfilm fra 1996 med instruktion og manuskript af Freddy Tomberg.

## Handling
Omkring 3000 danske kvinder får hvert år stillet diagnosen brystkræft. Langt de fleste af disse kvinder vælger kemoterapi som behandlingsform. Denne dokumentarfilm følger en gruppe kvinder, der er i kemoterapi. Den møder dem på ambulatoriet, nogle af dem sammen med deres pårørende, hvor de fortæller om deres liv med sygdommen, om kvindeligheden, om generne ved behandlingen, om angsten og håbet.